# 광물학자 목록
다음은 광물학자 목록이다.

## ㄱ
- 가이우스 플리니우스 세쿤두스
- 게오르기우스 아그리콜라
- 고니오미터
- 공간군
- 구스타프 체르마크 폰 세이세네크

## ㄴ
- 노먼 보언
- 니콜라스 스테노

## ㄹ
- 라이너스 폴링

## ㅁ
- 마르셀 알렉상드르 베르트랑

## ㅂ
- 블라디미르 베르나츠키

## ㅅ
- 소송 (북송)
- 심괄

## ㅇ
- 아브라함 고틀로프 베르너
- 아서 아이킨
- 아일하르트 미처리히
- 알렉산더 폰 훔볼트
- 알렉산드르 페르스만
- 알렉상드르 브롱니아르
- 옌스 야코브 베르셀리우스
- 오귀스트 브라베
- 요한 고틀리브 간
- 요한 볼프강 폰 괴테
- 윌리엄 로런스 브래그
- 윌리엄 하이드 울러스턴
- 이시진

## ㅈ
- 장에티엔 게타르
- 제임스 드와이트 대너
- 제임스 스미스슨

## ㅋ
- 칼 폰 린네

## ㅌ
- 토르베른 올로프 베리만

## ㅍ
- 프란츠 에른스트 노이만
- 프리드리히 모스
- 프리드리히 요한 카를 베케

## 같이 보기
- 지질학자 목록